# Sébastien Charlier
Pour les articles homonymes, voir Charlier.
Sébastien Charlier est un harmoniciste français, né à Beaumont-sur-Oise en 1971. Il se distingue par une maîtrise technique tout à fait originale qui en fait l'un des fers de lance du renouveau de l'harmonica diatonique.

## Biographie
Sébastien Charlier se passionne dès l'adolescence pour l'harmonica diatonique. Il dirige ses premières découvertes vers un rock déjà fortement teinté de jazz et découvre très tôt le potentiel caché de son instrument de prédilection.
Il complète rapidement sa formation musicale par l'apprentissage d'autres instruments : banjo, guitare, flûtes, saxophone soprano, et contrôleur à vent midi Yamaha WX, sorte de saxophone électronique, pour lequel la marque nippone lui demandera d'être son démonstrateur.
Au début des années 1990, Sébastien Charlier fait deux rencontres déterminantes sur les bancs de la fac : le guitariste Yves Cutulic, puis le guitariste et arrangeur Nicolas Espinasse, avec qui il va réaliser de nombreux projets et choisir définitivement sa voie.
Il dirige alors son travail dans plusieurs directions :
- d'un point de vue technique, Sébastien Charlier explore toutes les possibilités de l'harmonica diatonique, le transformant en instrument chromatique, avec lequel il joue dans toutes les tonalités un Jazz résolument moderne ;
- d'un point de vue artistique, il déploie ses talents d'improvisateur par le jeu de standards de Jazz, puis développe ses ambitions de compositeur à travers des projets innovants, allant du Blues très roots, au Jazz plus classique, à la Fusion, et enfin à l'electropop ;
- d'un point de vue humain, ses rencontres avec certains grands du milieu musical furent riches d'enseignements, passionnantes, et souvent déterminantes : Didier Lockwood, John Scott, Alain Caron, Keith B Brown, John Barry, Marcel Azzola, Jan Sigurd, Dominique Di Piazza, Yannick Robert…

« Sébastien Charlier a décidé de porter le langage bebop sur l'harmonica diatonique : performance ! » (Nouveau Talent 2005 Jazzman). 
Que ce soit en quartet de Jazz, en trio acoustique Blues ou encore en tant que soliste au sein d’un ensemble orchestral, on reconnaît son style dès les premières notes.  
En 2008 Sébastien présenta l’Air Blockin’ (ou Air Blocking), une technique ancestrale qui consiste à déclencher simultanément des notes soufflées ET aspirée, qu’il peaufina et améliora considérablement de telle sorte de choisir exactement les sons à produire.
Le 20 janvier 2010 sort l'album Precious Time (épisode 1) qui est le premier opus d'une trilogie estampillée Harmonica Next Gen où Sébastien opte pour un sens du phrasé inhabituel sur l'instrument, un vocabulaire et un son à mi-chemin entre ceux d'un saxophone et d'un violon électrique, le tout s'illustrant au sein d'une musique résolument Fusion.
Le 25 octobre 2016 sort la suite de la trilogie : Precious Time 2.0.
Enfin, d'un point de vue pédagogique, Sébastien insiste sur la notion d’intention rythmique qui lui parait fondamentale, et qu'il transmet lors des cours et séminaires qu’il donne depuis près de 20 ans, lui permettant de partager sa passion pour la musique en général et l'harmonica en particulier.
Sébastien est un artiste Hohner depuis 2004.

## Parcours
De 1991 à 2000 : École de musique Paul Beuscher : Professeur d’harmonica, de Banjo et d’harmonie moderne
De 1997 à 2001 : Yamaha Musique France : Musicien/démonstrateur du contrôleur à vent MIDI WX5 (electro sax)
1995 : Album « Impasse des Mousserons » (Esprit électrique/patchwork Jazz avec le guitariste Nicolas Espinasse)
1997 : Vidéo « Harmo Jazz » (K7 pédagogique : initiation à l’harmonica Jazz et à l’improvisation)
1998 : Album « Just Jazz » (9 standards de Jazz revisités en acoustique avec Nicolas Espinasse)
2004 : Grand Rex sous la direction de John Scott au pupitre, en compagnie de 70 musiciens à l’occasion des « Jules Verne Awards », un album live est tiré de cet enregistrement   
2005 : Album « Diatonic Revelation » produit par Didier Lockwood pour son label AMES, distribué par Harmonia Mundi : 10 compositions enregistrées avec Benoît Sourisse (piano/fender), Marc-Michel Le Bevillon (contrebasse), André Charlier (Batterie) et Didier Lockwood (violon)
2006 : Olympia pour les 50 ans de Didier Lockwood (invité pour jouer aux côtés de plus de 30 artistes dont Didier et Francis Lockwood, Christian Vander, Alain Caron, Niels Lan Doky, Bireli Lagrene, Laurence Allison, etc.)
2007 : Festival « Musique & Cinema » sous la direction de Sir John Barry et Nicholas Dodd
2008 : Orchestre national de Lyon sous la direction de Peter Eötvös (musique contemporaine)
2010 :
- Album Precious Time (Voyage bidirectionnel sur les flèches du temps où le Jazz-Rock énergique des années 1970/1980 se mêle à un jeu d’harmonica… futuriste. Le légendaire Alain Caron (UZEB) à la basse s’est joint à l’aventure ainsi que le batteur de Los Angeles Curt Bisquera. Réalisation : Nicolas Espinasse pour Alien Beats Records).

2011 :
- Album La Coccinelle géante (Aventures Electro Pop/World/Jazz. Réalisation : Olivier Demontrond pour Too Much Processing)
- Album La danse du chat, 1er album du Blues & Beyond Quartet avec Yannick Robert, Dominique Di Piazza, Yoann Schmidt (invité :Benoît Sauvé)

2013 :
- Album Echec et Malt, 2d album du Blues & Beyond Quartet avec Yannick Robert, Dominique Di Piazza, Yoann Schmidt

2014/2015 :
- Le Blues & Beyond Quartet en balade : France, Roumanie, Thaïlande, Malaisie, Russie, Canaries...

2016 :
- Blues & Beyond Quartet version océan indien à l'île Maurice et l'île de la Réunion avec Yannick Robert, Emmanuel Félicité, "Kiki" Mariapin
- Album Precious Time 2.0 sorti le 25 octobre. Réalisation : Nicolas Espinasse pour Alien Beats Records.

2018 :
- Album Kintsugi, Duo World Jazz avec le guitariste Yvan Knorst

2019 :
- Album Secret de Polichinelle, 1er album du groupe AGORA Yannick Robert, Diego Imbert, Franck Agulhon

2025 :
- Album Pr3-Tm3, sort le 25 octobre. Réalisation : Nicolas Espinasse pour Alien Beats Records. Dernier épisode de la trilogie Precious Time

## Discographie

### Collaborations

#### Jazz
- Sigurd & Brundin - Chet Baker Land
- David Bowie in Jazz
- Rémi Toulon - The Crave
- Rémi Toulon - Adagiorinho
- Six ½ - Six ½ chante Nougaro
- Jean-Paul Millier - Jazz par Millier
- Blues & Beyond Quartet - La Danse du Chat, avec Yannick Robert-Dominique Di Piazza-Yoann Schmidt
- Blues & Beyond Quartet - Echec et Malt, avec Yannick Robert-Dominique Di Piazza-Yoann Schmidt
- Gilles Coquard - Le doute Massaï
- Jean Philippe Valette - Echantillonage d'un temps primaire
- Olivier Mugot - Distance(s)
- Olivier Mugot Trio - My Dream
- Laurent Rinaldi - Influences
- Laurent Rinaldi - Patchwork
- Jérôme Peyrelevade - Somewhere On The Edge Of Time
- Sigurd & Brundin - Höst I Lund
- AGORA - Secret de Polichinelle, avec Franck Agulhon-Diego Imbert-Yannick Robert

#### Pop / Rock / Blues / Electro / World
- Karim Kacel - Une autre
- Les Marins d'Iroise - La belle aventure
- Seven Reizh - La barque ailée
- François Derverdieu - Retour aux sources
- Laetitia Backwell – Changer d’univers
- Too Much Processing – J'aime Ta Sœur
- Compilation  – Tribute to Lee Brilleaux
- DVD Laurent Gatz – Gatz Band Live @ New Morning
- Jan et le Borderline Club - Borderline Project
- GresiTeachers - Gresi'Live 10 Years Birthday
- Laurent Gatz - La qualité des éléments
- Laurent Gatz - Les ondes de choc
- Janey'Ann - Antilienne
- Eric Thievon - Travel to the Roots
- Eric Thievon - Mixer of Influences
- Yelloworld - Alaskan Dream
- Claudia Parisi - Tra Due

#### B.O. de Films
- John Scott - Concerts pour l’Aventure
- Armand Amar - La Jeune Fille et les Loups
- Patrice Peyriéras - Une famille pas comme les autres
- Thierry Malet – L’Héritier
- Nicolas Errèra – Hidden Man

#### Illustration Sonore
- Francis Lockwood - Piano & Co
- Adonys 5.1 - Sensitive Piano
- Francis Lockwood - Rock and Blues

#### Éveil Musical
- Pilick aux États-Unis
- Pilick Pilicolor
- Pilick Le Nouveau Monde de Pilick
- Pilick et la Forêt Musique
- Objectif 6e - Dominique André, Jean-Pierre Blaise - éditions Van de Velde
- Muzziko 3e - Dominique André, Jean-Pierre Blaise - éditions Van de Velde

## Vidéo
- Harmo Jazz
- L'Harmonica en Video (Editions Hit Diffusion)